# Хоблит, Грегори
Грегори Кинг Хоблит (англ. Gregory King Hoblit, род. 27 ноября 1944 года в Абилине, Техас, США) — американский кинорежиссёр и ТВ-продюсер.
Хоблит продюсировал, писал сценарии и снимал эпизоды нескольких популярных телешоу, таких как NYPD Blue, L.A. Law, and Hill Street Blues.
С 1994 года женат на актрисе Дебре Фарентино и имеет одного ребёнка.

## Фильмография
- 1993 — Класс-61 (ТВ) (англ. Class of '61)
- 1996 — Первобытный страх (англ. Primal Fear)
- 1998 — Падший (англ. Fallen)
- 2000 — Радиоволна (англ. Frequency)
- 2002 — Война Харта (англ. Hart's War)
- 2007 — Перелом (англ. Fracture)
- 2008 — Не оставляющий следа (англ. Untraceable)